# Dimitri from Paris
Dimitri from Paris, pseudonimo di Dimitri Yerasmos (Istanbul, ottobre 1963), è un disc jockey francese.

## Biografia

### Gli inizi
Dimitri Yerasimos nasce a Peckham, un sobborgo londinese, da genitori turco-ciprioti di etnia greca. Si trasferisce fin da bambino a Parigi, dove negli anni ottanta scopre l'arte del DJing e della composizione musicale attraverso il cut and paste con il "mangianastri". Fu così che crebbe in lui la passione per la musica, alimentata dalla collezione di dischi funk e disco e l'ascolto della radio, la quale presto gli offrirà il suo primo lavoro nel campo musicale. Intanto avvia i primi contatti col mondo delle discoteche, dove propone le sue personalissime e originali produzioni: la musica funk non lo soddisfa, così cerca di aprirsi una sua via grazie all'abilità maturata nell'editing e l'importazione della primissima house music americana
Il suo stile incontra numerosi riscontri entusiasti soprattutto negli ambienti più fashion, e questo lo porta a lavorare nelle situazioni più indicate alla sua visione musicale, cioè le passerelle.

### L'ascesa
Chanel gli commissionerà addirittura una colonna sonora originale per la presentazione delle sue collezioni; lavoro che gli frutterà parecchia pubblicità visto che ben presto busseranno alla sua porta anche Jean Paul Gautier e Yves Saint Laurent.
Sarà così che dopo tanta esperienza accumulata deciderà di comporre il suo primo album, Sacrebleu nel quale concentrare tutte le sue manipolazioni ed esperimenti all'insegna del lounge, del jazz e dalla più morbida house. L'innovazione di Sacrebleu non passò inosservata agli occhi europei, tanto che oltre a vendite entusiasmanti si guadagna i galloni della top ten dei migliori albums di Mixmag, una delle più autorevoli riviste del settore.
Sono anni in cui Dimitri si fa ben conoscere al grande pubblico anche grazie ad una sfilza di remix per quotatissimi artisti del presente (Björk) del passato (James Brown, New Order). Diventa così uno dei maggiori rappresentanti di quella corrente che detterà le mode musicali del anni novanta detta french touch.

### Il successo
Continua così la sua carriera alternando gigs nei club più raffinati del vecchio continente (non disdegnando puntatine in Asia e America) e lavori in studio per Yellow, Nite Grooves e NRK, il tutto mentre metterà la firma su alcune famose compilation, come A Night At The Playboy Mansion uscita sulla major Virgin, che sempre Mixmag riconoscerà come una delle 100 compilation più belle di sempre. Nel 2004 scriverà il suo capitolo nella celebre serie di raccolte della Defected con Dimitri From Paris In The House, la cui uscita è preceduta di poco dal suo secondo album Cruising Attitude ispirato al Giappone, paese in cui Dimitri è molto amato e conosciuto soprattutto nell'ambiente degli addetti ai lavori, con cui coltiva alcuni rapporti di collaborazione, e presso i fan dello Shibuya kei (fra i brani dell'album ce n'è anche uno cantato da Maki Nomiya, la storica cantante dei Pizzicato Five). Anche qui il successo è grande, e rappresenta la consacrazione dell'artista francese sempre in bilico tra house e lounge, in un elegante meltin' pot di cui ne ha fatto una vera firma.

## Discografia

### Album
- 1996 - Sacrebleu
  - 1998 - Sacrebleu; seconda edizione con copertina e tracklist differenti
- 2003 - Cruising Attitude

### Compilation
- 1997 - Monsieur Dimitri's De-Luxe House of Funk
- 2000 - A Night at the Playboy Mansion
- 2000 - Disco Forever
- 2001 - My Salsoul
- 2002 - After the Playboy Mansion
- 2004 - In the House
- 2004 - Neko Mimi Mode; sigla per l'anime Tsukuyomi -MOON PHASE-
- 2004 The Kings of Disco; in collaborazione con Joey Negro
- 2005 - Zenbu, kikitakunacchatta...; sigla per l'anime Tsukuyomi -MOON PHASE-
- 2005 - Super Disco Friends; in collaborazione con DJ Muro
- 2005 - Southport Weekender; in collaborazione con Jazzie B e Quentin Harris
- 2006 - In the House of Love
- 2007 - Cocktail Disco
- 2008 - Return to the Playboy Mansion
- 2009 - Night Dubbin'; in collaborazione con The Idjut Boys
- 2010 - Get Down With The Philly Sound